# Тебе надо сниматься в кино
«Тебе надо сниматься в кино» (англ. You Ought to Be in Pictures) — американский короткометражный комедийный фильм серии «Looney Tunes», один из немногих фильмов Warner Bros., где анимация активно совмещалась с реальными людьми; при этом съёмки проходили на студии Шлезингера.
Премьера состоялась 18 мая 1940 года. В фильме снялись люди, часто принимавшие участие в создании мультфильмов «Looney Tunes» и «Merrie Melodies», такие, как продюсер Леон Шлезингер, сценарист Майкл Мэлтиз, аниматор Джери Чиниквай и др. Название образовано от популярной песни 1934 года «You Oughta Be in Pictures».
Этот фильм примечателен за новое изображение Даффи Дака, который вместо буйного сумасброда стал более эгоистичным и жадным, как до денег, так и до славы. Изменение в характере стало предзнаменованием полного преображения персонажа начиная со «Стрельбы по кроликам» и в последующих мультфильмах.

В 1994 году он вошёл в список 50 величайших мультфильмов всех времён, где занял 34-е место.

## Сюжет
Даффи хочет стать главной звездой студии. Для этой цели он убеждает Порки Пига уволиться со студии Шлезингера и начать карьеру в полнометражных фильмах в качестве партнёра Бетт Дейвис. Порки отправляется к Леону Шлезингеру и просит расторгнуть его контракт. Тот нехотя соглашается, и желает Порки удачи. Как только поросёнок выходит из зоны видимости, Шлезингер уверяет зрителей, что Порки Пиг непременно вернётся.
Весь оставшийся фильм Порки пытается пробраться на неназванную студию с весьма малым успехом.
После неудачных попыток убедить охранника пустить его (для этой цели Порки даже переодевается в знаменитого комика Оливера Харди), и ненароком прервав съёмку фильма-балета, Порки решает вернуться к Шлезингеру.
Он возвращается в кабинет Шлезингера, где видит, как Даффи буйно участвует в прослушивании, чтобы стать новой звездой мультиков Warner Brothers, в открытую унижая Порки. Разъярённый поросёнок тащит его в соседнюю комнату, где колотит его. После этого, он поспешно возвращается в кабинет к Шлезингеру, чтобы его вновь взяли на работу. Тот, от души смеясь и говоря, что не сомневался в таком повороте событий, показывает, что на самом деле он не разорвал контракт Порки, и радостно просит его вернуться к работе. Порки благодарит его и прыгает на лист бумаги, где он находился в начале короткометражки. Неугомонный Даффи вновь предлагает Порки попытать счастья с Гретой Гарбо, за что получает в лицо помидором и злится.

## В ролях
- Мел Бланк — Даффи Дак, Порки Пиг, аниматор (голос), режиссёр (голос), рабочие сцены (голос), охранник (голос)
- Леон Шлезингер в роли самого себя
- Фред Джонс — аниматор
- Майкл Мэлтиз — охранник
- Джерри Чиниквай — режиссёр
- Генри Байндер и Пол Марин — рабочие сцены.

## Камео работников студии
- Леон Шлезингер — в роли самого себя
- Чак Джонс — в толпе, бегущий на обеденный перерыв
- Боб Клампетт — там же
- Майкл Мэлтиз — охранник
- Джерри Чиниквай — студийный режиссёр, призывающий к порядку
- Генри Байндер, Пол Марин — рабочие сцены, призывающие к порядку (Байндер — рабочий, вышвыривающий Порки с сидения)[1]

## Факты
- Весь заснятый вживую материал вышел немым, поскольку создатели не имели доступа к звукозаписывающему оборудованию. Поэтому пришлось озвучивать мультфильм позже, большинство персонажей, кроме Шлезингера, озвучил Мел Бланк.[1]

## Награды
- 1941 Фильм был номинирован на премию Хьюго Hugo Awards.[2]